# Velvet : Un Noël pour se souvenir
Pour plus de détails, voir Fiche technique et Distribution.
Velvet : Un Noël pour se souvenir (Una Navidad para recordar) est un téléfilm de Noël dramatique espagnol de Jorge de Torregrosa et Gustavo Ron, écrit par Ramon Campos et Gema R. Neira, sorti le 20 décembre 2019 pour Movistar +. Il s'agit d'une suite aux séries : Velvet (2014-2016) et Velvet Colección (2017-2019).

## Synopsis
Alors que Clara et Ana ainsi que toutes leurs équipes ont tout fait pour propulser la marque Velvet à l'international, la prestigieuse maison de haute-couture est sur le point d'être rachetée par une autre compagnie, au grain dam des personnes ayant travaillé pour elle. Alors que cette nouvelle plonge dans le désarroi les membres de la maison de couture, Ana et Clara décident d'organiser un dernier grand Noël dans la maison mère de Velvet, à Madrid. L'occasion de se souvenir des personnes qu'on aime et de renouer les liens avec des histoires qu'on pensait oubliées,,.

## Fiche technique
- Titre de travail : Velvet Coleccion-Episode Final
- Titre espagnol : Una Navidad para recordard
- Titre français : Velvet : Un Noël pour se souvenir
- Réalisation : Jorge de Torregrosa
- Scénario : Ramon Campos et Gema R.Neira d'après les personnages des séries Velvet et Velvet Colección
- Production : Theresa Fernandez-Valdès, Ramon Campos et Jorge de Torregrosa
- Musique : Lucio Godoy
- Date de sortie : 20 décembre 2019

## Distribution
- Paula Echevarría : Ana Ribera-Marques
- Miguel Ángel Silvestre : Alberto Marques
- Marta Hazas : Clara Montesinos Martin de Ruiz-Lagasca
- Cecilia Freire : Rita Montesinos-Martin Infontes
- Javier Rey : Matéo Ruiz-Lagasca
- Fernando Guallar : Sergio Godo
- Adriana Ozores : Marcarenna Godo
- Andrea Duro : Marie Leduc-Infontes
- Aitana Sánchez-Gijón : Blanca Soto Fernández
- Maxi Iglesias : Maximiliano « Max » Expósito Soto
- Diego Martín : Enrique Otegui
- Marta Torné : Paloma Garcia
- Tony Agusti : Julian Sarmiento
- Miriam Giovanelli : Patricia Marques
- Llorenç González : Jonás Infantes
- Adrián Lastra : Pedro Infantes
- Asier Etxeandia : Raul de la Riva
- Imanol Arias : Edouard Godo
- Andres Velencoso : Omar Ahmadi
- Seve Montoro : Menelik
- Rut Santamaría : Pepita
- Félix Cifuentes : Jorge Infantes Montesinos
- Pablo Gómez-Pando : Pablo
- Carlos Manuel Díaz : Doctor Ortega

## Création du projet
La veille de la diffusion de la seconde saison de la série : Velvet Colección, le magazine espagnol Teleprogramma annonce que la troisième saison prévue pour l'année suivante sera la dernière de la série dérivée.. Ce que les studios Bambú Producciones (qui ont produit la première série et sa suite) n'ont clairement pas déclarer officiellement. Il faudra attendre début octobre pour que les studios mettent fin aux rumeurs annonçant alors que la saison 3 sera la dernière du programme et qu'il n'y aura pas d'autre spin-off à Velvet.
En mai 2019, l'actrice Marta Hazas annonce qu'il n'y aura pas de troisième saison mais un film de deux heures pour conclure la série. Le créateur Ramon Campos confirme que le personnage d'Alberto pourrait revenir dans la série, le temps de cet épisode. Un mois plus tard, Paula Echevarría, Miguel Ángel Silvestre, Maxi Iglesias sont confirmés au casting du final.
Courant Octobre 2019, un premier trailer est dévoilé sur Instagram.